# Mortefontaine (Oise)
 Mortefontaine  es una población y comuna francesa, en la región de Picardía, departamento de Oise, en el distrito y cantón de Senlis.

## Demografía
| 524 | 545 | 534 | 590 | 734 | 701 |
| Para los censos de 1962 a 1999 la población legal corresponde a la población sin duplicidades (Fuente: INSEE [Consultar]) |     |     |     |     |     |